# Pultenaea pedunculata
Pultenaea pedunculata là một loài thực vật có hoa trong họ Đậu. Loài này được Hook. miêu tả khoa học đầu tiên.